# El Pentágono Return
El Pentágono: The Return es la edición especial del disco recopilatorio del productor Revol, El Pentágono. Cuenta con canciones del álbum anterior, algunas nuevas e inéditas, como «Tal vez», «Lentísimo», «Anda guilla», «Palgo y Palga», entre otras.

## Lista de canciones
| N.º   | Título                                                                | Duración |  |
| 1.    | «Tal vez» (Magnate & Valentino)                                       | 3:44     |  |
| 2.    | «Calm My Nerves» (Don Omar con Rell)                                  | 3:34     |  |
| 3.    | «Lentísimo» (Yomo)                                                    | 2:50     |  |
| 4.    | «Anda guilla» (Mario VI)                                              | 3:06     |  |
| 5.    | «Palgo y Palga» (Polaco)                                              | 2:51     |  |
| 6.    | «Veo» (Zion)                                                          | 3:19     |  |
| 7.    | «Mala es» (Jowell & Randy)                                            | 3:27     |  |
| 8.    | «OK» (Tego Calderón)                                                  | 2:56     |  |
| 9.    | «Culpable» (Joel)                                                     | 3:50     |  |
| 10.   | «La mujer de mis sueños» (Los Yetsons)                                | 3:07     |  |
| 11.   | «Suave al oído» (Franco “El Gorila”)                                  | 3:22     |  |
| 12.   | «Dame de eso» (Andy Boy)                                              | 3:02     |  |
| 13.   | «Ellos quieren» (Cosculluela)                                         | 3:18     |  |
| 14.   | «No será lo mismo» (Aniel)                                            | 2:50     |  |
| 15.   | «Yo no sé por qué» (John Eric)                                        | 3:49     |  |
| 16.   | «Intro - Easy» (Cosculluela, Zion, Tego Calderón, Eddie Dee & Voltio) | 4:27     |  |
| 53:22 |                                                                       |          |  |

## Créditos y personal
Adaptados desde el CD original y Allmusic.
- Roberto “Revol” Martínez — Productor ejecutivo, producción.
- Esteban Piñero — Masterización.
- Mario DeJesús (Marioso) — Mezcla.
- Aneuri Maizonet — Mezcla.
- Tego Calderón — Compositor, Artista principal.
- Eddie Dee — Compositor, Artista principal.
- Miguel Antonio — Compositor.
- Peter González — Compositor.
- Eliel Lind — Compositor, producción.
- Joel Muñoz, Randy Ortiz — Compositor.
- William Landron Rivera — Artista principal, compositor.
- Eugenio Rodríguez — Compositor.
- Raúl A. Rodríguez — Compositor.
- Aniel Rosario — Artista principal, compositor.
- Francisco Saldaña, Víctor Cabrera — Compositor.
- Andy Boy — Artista principal.
- Cosculluela — Artista principal.
- John Eric — Artista principal, compositor.
- Franco "El Gorila" — Artista principal.
- Joel — Artista principal.
- Magnate y Valentino — Artista principal.
- Mario VI — Artista principal.
- Polaco — Artista principal.
- Yetsons — Artista principal.
- Yomo — Artista principal.
- Zion — Artista principal.